# Pickering (Misuri)
Pickering es un pueblo ubicado en el condado de Nodaway en el estado estadounidense de Misuri. En el Censo de 2010 tenía una población de 160 habitantes y una densidad poblacional de 325,14 personas por km².

## Geografía
Pickering se encuentra ubicado en las coordenadas 40°27′1″N 94°50′30″O / 40.45028, -94.84167. Según la Oficina del Censo de los Estados Unidos, Pickering tiene una superficie total de 0.49 km², de la cual 0.49 km² corresponden a tierra firme y (0%) 0 km² es agua.

## Demografía
Según el censo de 2010, había 160 personas residiendo en Pickering. La densidad de población era de 325,14 hab./km². De los 160 habitantes, Pickering estaba compuesto por el 100% blancos, el 0% eran afroamericanos, el 0% eran amerindios, el 0% eran asiáticos, el 0% eran isleños del Pacífico, el 0% eran de otras razas y el 0% pertenecían a dos o más razas. Del total de la población el 0% eran hispanos o latinos de cualquier raza.